# Socoltenango
Socoltenango est une municipalité du Chiapas, au Mexique. Elle couvre une superficie de 775 km2 et compte 18 539 habitants en 2015.